# Brezova
Brézova je naselje ob severnem delu Celja pri Šmartnem v Rožni dolini. Leta 2002 je imelo naselje 189 prebivalcev.

## Prebivalstvo
Etnična sestava 1991:
- Slovenci: 198 (99 %)
- Hrvati: 1
- Neznano: 1